# Ralph Northam
Ralph Shearer Northam (Nassawadox, Virginia; 13 de septiembre de 1959) es un político, médico y militar estadounidense.
Veterano del Ejército de los Estados Unidos, fue elegido como gobernador de Virginia (asumiendo en 2018), mientras se desempeñana como vicegobernador del estado. Northam derrotó al candidato a gobernador del Partido Republicano Ed Gillespie el 7 de noviembre de 2017.